# みなと学園

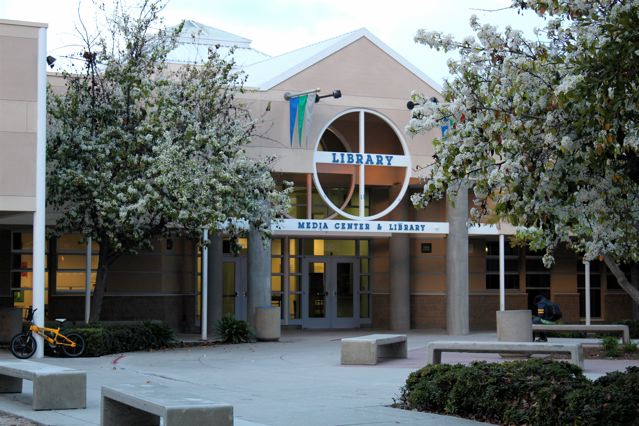
Eastlake High School

みなと学園（みなとがくえん）はアメリカ合衆国カリフォルニア州サンディエゴにある補習授業校である。サンディエゴ南部のチュラビスタ市Eastlake High Schoolを借用して土曜日に授業を行っている。

## 沿革
- 1979年（昭和54年）4月、サンディエゴ日本語教育振興会によって設立。生徒数39名。設立当時はMira MesaにあるWangenheim Jr. High Schoolを借用していた。

## 生徒・教職員数
- 小学部19クラス、中学部6クラス、高等部2クラスの計27クラス（約500名）。
- 教職員 文部科学省派遣教員2名（校長・教頭）、現地採用教員36名、事務職員3名、看護師1名（2004年（平成16年）4月現在）

## 設置課程
- 小学部
- 中学部
- 高等部

## 教育目標
「自ら考え、正しく判断のできる力を持った国際性豊かな子どもを育てる」

## 学校行事
- 4月 入学式、お迎え会
- 5月 授業参観、学級懇談会、中間テスト
- 6月 運動会、期末テスト
- 7月 一学期終業式、期末テスト
- 9月 高等部説明会、二学期始業式
- 10月 個人懇談会、中間テスト
- 11月 アメリカンティーチャーズデイ（隔年）
- 12月 二学期終業式、期末テスト
- 1月 三学期始業式
- 2月 授業参観、高等部入学適性検査
- 3月 卒業式、修了式、期末テスト